# Znamię Ito
Znamię Ito (łac. naevus Ito, ang. nevus of Ito, Ito's nevus) – rzadko spotykane rozległe znamię barwnikowe pod względem histologicznym zaliczane do znamion błękitnych. Występuje w charakterystycznej lokalizacji (okolica barku i górnej części ramienia). Jednostka chorobowa została opisana przez Minora Ito w 1954 roku.

## Etiologia
Etiologia znamion błękitnych Oty i Ito jest nieznana. Przypuszcza się, że w powstaniu tego typu zmian może uczestniczyć układ nerwowy, ponieważ w obrazie histologicznym często obserwuje się melanocyty skupione w pobliżu pęczków nerwowych.

## Epidemiologia
Znamię Ito jest częstsze u Japończyków i wśród innych Azjatów, jest rzadsze niż znamię Ota. Często współistnieje ze znamieniem Ota u jednego pacjenta. Jest rzadko spotykane u ludzi rasy białej.

## Objawy i przebieg
Znamię Ito objawia się jako szaroniebieska lub brązowawoniebieska plama w okolicy nadobojczykowej. Zmiana zwykle pozostaje jedynie kosmetycznym problemem dla chorych. Donoszono o zaburzeniach czucia w obrębie skóry objętej zmianą. Zmiana nie ustępuje samoistnie.